# 46277 Jeffhall
46277 Jeffhall è un asteroide della fascia principale. Scoperto nel 2001, presenta un'orbita caratterizzata da un semiasse maggiore pari a 3,2287060 UA e da un'eccentricità di 0,1291657, inclinata di 6,11943° rispetto all'eclittica.